# Lechytia arborea
Lechytia arborea es una especie de arácnido del orden Pseudoscorpionida de la familia Lechytiidae.

## Distribución geográfica
Se encuentra en Florida y Texas (Estados Unidos).